# Сенница туллия
Сенница туллия или Сенница болотная, или Сатир большой жёлтый (лат. Coenonympha tullia) — вид дневных бабочек из семейства бархатниц (лат. Satyridae).

## Этимология названия
Видовой эпитет лат. tullia связан с Туллией, дочерью Сервия Туллия, шестого римского императора, или дочерью Марка Туллия Цицерона, оратора, писателя и юриста.

## Описание
Длина переднего крыла от 18—20 мм (самцы) до 19—22 мм (самки). Крылья сверху охристо-жёлтые, однообразно окрашенные, без затемнения по краю; переднее крыло с мелким, не всегда выраженным светлым пятнышком у вершины, которому снизу соответствует мелкое светлое глазчатое пятно с тёмным центром; по краю заднего крыла иногда расположены 1—3 светлых глазчатых пятна. Нижняя сторона переднего крыла охристо-жёлтая, привершинная область и внешний край светло-серые. Заднее крыло снизу серое с белесоватым пятном неправильной формы и с мелкими глазчатыми пятнами антимаргинального ряда или без них; прикорневая половина заднего крыла густо опушена. Половой диморфизм во внешности выражен слабо, самка крупнее, окрашена несколько светлее.
Описана с острова Зеландия, Дания.

## Распространение
Умеренная Евразия, местами до Приполярья, на юг до северной лесостепи, в горах Кавказа, Урала, Сибири, Монголии, севера Дальнего Востока. Северная Америка. Закавказье, Турции и Иране отсутствует.
Локальный обитатель равниной части лесного и лесостепного пояса Восточной Европы от Польши, Прибалтики и Южной Финляндии до Уральских гор. На юго-западе Восточной Европы распространен в Карпатах. На Украине ранее встречался в Одесской и Донецкой областях, однако в настоящее время в этих местах, возможно, вымер. В европейской России не встречается южнее Калужской, Московской, Рязанской областей, севера Чувашии, севера и востока Пензенской области и окрестностей Казани в Татарии. Известна изолированная популяция в Курской области. Вид исчез в Венгрии и Хорватии.

## Местообитания
В лесах средней полосы Европы населяет низинные болота, заболоченные пойменные (заливные) и низинные луга, реже встречается на лугах, примыкающих к верховым болотам. В Карпатах обитает на увлажненных лесных полянах и опушках, в горы поднимается до 1600 м над ур. м. На Урале встречается во влажных осоковых и горцевых лугах, по южной границе ареала — нередко населяет злаково-горцевые болотистые луга и реликтовые торфянистые осоково-пушициевые луговины в сосновых лесах.
В Азии населяет тундры и болота, долинные луга, заболоченные и увлажнённые участки в тайге, редины в лиственничных лесах, каменноберёзовые леса Камчатки. Южнее предпочитает гумидные участки в сосняках, держится среди болот и около озёр в лесостепи, в рямах. В горах Южной Сибири попадается по долинам рек, на низкотравных высокогорных лугах, в ёрниках и тундрах, на высоте 1500—2600 м над уровнем моря.
На Кавказе встречается по хорошо увлажнённым альпийским и субальпийским лугам Главного Кавказского хребта, от 1800 до 2800 м над уровнем моря.

## Биология
Развивается в одном поколении. Лёт имаго — с июня до конца июля. На севере ареала пик лета смещается на июль, вплоть до середины августа.

## Развитие
Яйца желтоватые, шаровидные, со срезанной вершиной и многими продольными рёбрышками, по одному на растении или рядом на фрагментах опада. Самки откладывают яйца по одному на листья пушицы, овсяницы и некоторые виды осок.
Молодая гусеница зелёная, с тремя продольными желтоватыми полосками на каждом боку. После зимовки гусеница зелёная, с тёмной полоской вдоль спины в узком бело-жёлтом обрамлении. Ниже её и над дыхальцами продольные желтоватые линии. Голова зелёная, с жёлтым ротовым аппаратом. Гусеницы развиваются с зимовкой на третьем возрасте, питание происходит днем.
Куколка зелёная, иногда с неясными светлыми продольными линиями. На крыловых зачатках два — три тёмных мазка. Окукливается в начале лета на стеблях трав, ветвях кустарников.
Гусеницы питаются растениями:
- Осоковые

пушица (Eriophorum), осока (Carex), очеретник (Rhynchospora);
- Злаковые

овсянница (Festuca), мятлик (Poa), ковыль (Stipa).

## Классификация
Очень изменчивый вид, который даже на территории умеренной зоны равнинной Европы может образовывать множество форм, вследствие чего было описано большое число подвидов для локальных и небольших популяций по всей Европе. Существует 27 подвидов сенницы туллии:
- Coenonympha tullia var. tullia — Европа, Западная Сибирь
- Coenonympha tullia var. ampelos
- Coenonympha tullia var. benjamini
- Coenonympha tullia var. bosniae
- Coenonympha tullia var. california
- Coenonympha tullia var. chatiparae — Малый Кавказский хребет. Данный подвид широко оторван от основного ареала вида. Отличается общей редукцией элементов крылового рисунка, более светлой окраской, нижняя сторона задних крыльев серая, почти без примеси коричневого и сильно опушена.
- Coenonympha tullia var. columbiana
- Coenonympha tullia var. elko
- Coenonympha tullia var. elwesi — Алтай
- Coenonympha eunomia var. eryngii
- Coenonympha eunomia var. furcae
- Coenonympha eunomia var. inornata
- Coenonympha eunomia var. insulanus
- Coenonympha eunomia var. kodiak
- Coenonympha eunomia var. mackenziei
- Coenonympha eunomia var. mcisaaci
- Coenonympha eunomia var. mixturata — Камчатка
- Coenonympha eunomia var. mono
- Coenonympha eunomia var. nipisiquit
- Coenonympha eunomia var. ochracea
- Coenonympha eunomia var. pseudobrenda
- Coenonympha eunomia var. sibirica — Амурская область
- Coenonympha eunomia var. subfusca
- Coenonympha tullia var. suecica — Северная Европа, север Сибири (полуостров Ямал)
- Coenonympha eunomia var. viluiensis — полуостров Чукотка
- Coenonympha eunomia var. yontocket — Северная Калифорния
- Coenonympha eunomia var. yukonensis

## Охрана
В Красной книге Международного союза охраны природы (МСОП) вид имеет 3 категорию охраны (VU — уязвимый таксон, находящиеся под угрозой исчезновения в перспективе, в силу морфофизиологических и/или поведенческих особенностей, делающих их уязвимыми при любых, даже незначительных, изменениях окружающей среды).
Включен в «Красную книгу Европейских дневных бабочек» с категорией SPEC3 — вид, обитающий как в Европе, так и за её пределами, но находящийся на территории Европы под угрозой исчезновения.
Отнесен к категории сокращающихся видов в ряде стран Западной и Центральной Европы, в частности, в Польше. Также охраняется в местах локального обитания в Латвии и Словакии.